# Mallotus chromocarpus
Mallotus chromocarpus är en törelväxtart som beskrevs av Airy Shaw. Mallotus chromocarpus ingår i släktet Mallotus och familjen törelväxter. Inga underarter finns listade i Catalogue of Life.